# Municipalità di Franklin Harbour

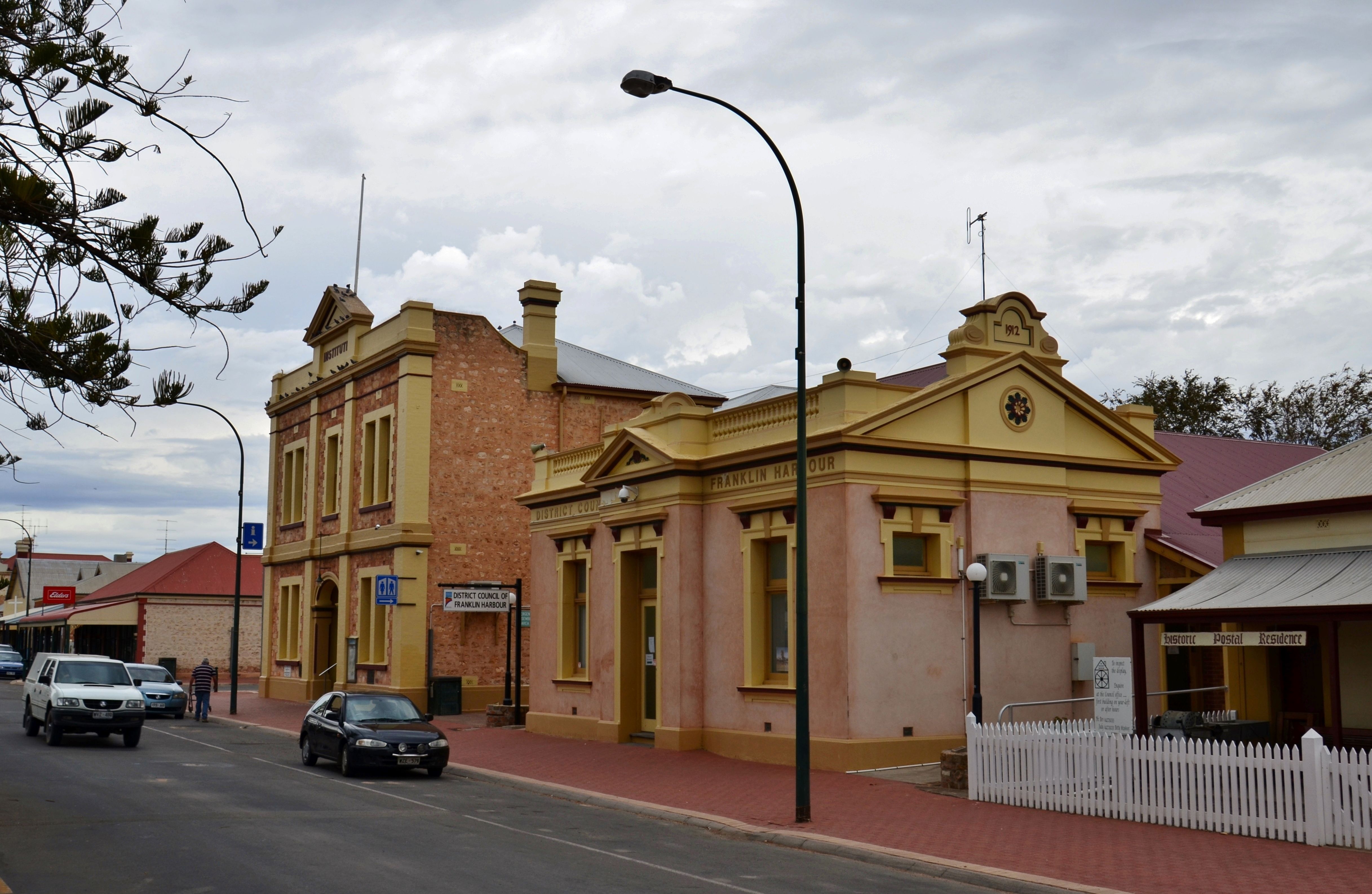
Edificio del consiglio distrettuale a Cowell.

La municipalità di Franklin Harbour è una Local Government Area che si trova in Australia Meridionale. Essa si estende su una superficie di 3.283 chilometri quadrati e ha una popolazione di 1.355 abitanti. La sede del consiglio si trova a Cowell.

## Storia
L'area venne visitata da Matthew Flinders nel 1802 e battezzata nel 1840 dall'allora governatore George Gawler in onore del mezzomarinaio e nipote di Flinders, John Franklin.

La municipalità venne proclamata nel 1888: inizialmente comprendente un'area assai più ampia, nel 1911 gran parte dell'attuale municipalità di Cleve venne scorporata e nel 2014 le centene di Mangalo e Heggaton vennero anch'esse accorpate a quest'ultima.

## Località
La municipalità comprende una manciata di insediamenti costieri ed un paio nell'entroterra, di seguito indicati in ordine alfabetico:
- Cowell
- Lucky Bay
- Midgee
- Miltalie
- Mitchellville
- Port Gibbon

## Cronologia dei sindaci
- Frank Laurie Williams (1925-1927)[6]
- Earnest Perry Smith (1932-1939)[6]
- John Taylor Forth (1939-1941)[6]
- Frank Laurie Williams (1941-1945)[6]
- John Pellew Story (1945-1947)[6]
- Sidney Gordon Clothier (1947-1960)[6]
- Harold Alwin Schiller (1960-1967)[6]
- William James Martin Cooper (1967-1973)[6]
- John Arthur Burton (1973-1980)[6]
- Dudley John Kaden (1981-?)
- Robert Starr